# Шенін Олег Семенович
Оле́г Семе́нович Ше́нін (22 липня 1937, пристань Владимировська, тепер Волгоградської області, Російська Федерація — 28 травня 2009, місто Москва) — радянський державний діяч, секретар ЦК КПРС, 1-й секретар Красноярського крайкому КПРС, 1-й секретар Хакаського обкому КПРС. Член Російського бюро ЦК КПРС з 9 грудня 1989 по 19 червня 1990 року. Член Політбюро ЦК КПРС з 14 липня 1990 по 23 серпня 1991 року. Член ЦК КПРС у 1990—1991 роках. Народний депутат СРСР (1989—1991).

## Життєпис
Народився в родині службовця. У ранньому дитинстві разом з батьками переїхав до Казахської РСР.
У 1955 році закінчив будівельне відділення Красноярського гірничого технікуму.
У 1955—1958 роках — майстер-будівельник, виконроб на заводі № 9 міністерства середнього машинобудування СРСР у місті Красноярську.
У 1958 році був заарештований за порушення правил техніки безпеки на будівництві, внаслідок якого загинуло двоє робітників. Був засуджений на 1,5 року позбавлення волі, пробув у в'язниці 9 з половиною місяців та був амністований.
У 1959—1964 роках — технік-десятник, начальник виробничо-технічного відділу будівельного управління № 21, головний інженер будівельного управління № 21 тресту «Красноярськмашинбуд».
Член КПРС з 1962 року.
У 1964—1967 роках — начальник будівельного управління тресту «Красноярськалюмінбуд», начальник будівельного управління тресту «Ігарбуд». У 1967—1971 роках — начальник будівельного управління № 27 тресту «Ачинськалюмінбуд». У 1971—1974 роках — заступник керуючого, керуючий тресту «Ачинськалюмінбуд».
У 1974—1977 роках — 1-й секретар Ачинського міського комітету КПРС Красноярського краю.
У 1976 році закінчив заочно Томський інженерно-будівельний інститут.
З 1977 по 1983 рік — 2-й секретар Хакаського обласного комітету КПРС.
У 1980—1982 роках — зональний радник в провінціях Нангархар, Лагман і Кунар Демократичної Республіки Афганістан.
У 1983—1985 роках — секретар Красноярського крайового комітету КПРС.
4 листопада 1985 — 30 жовтня 1987 року — 1-й секретар Хакаського обласного комітету КПРС.
У 1986 році закінчив заочно Академію суспільних наук при ЦК КПРС.
2 жовтня 1987 — 18 липня 1990 року — 1-й секретар Красноярського крайового комітету КПРС.
Одночасно 3 квітня — 22 серпня 1990 року — голова Красноярської крайової ради народних депутатів.
14 липня 1990 — 23 серпня 1991 року — секретар ЦК КПРС, відповідальний за організаційно-партійну роботу.
Під час подій 19—21 серпня 1991 року активно підтримував Державний комітет з надзвичайного стану. 18 серпня 1991 року в складі групи з 4-х осіб (Бакланов, Болдін, Варенников і Шенін) літав до Горбачова у Форос. 24 серпня 1991 року був заарештований і поміщений у в'язницю «Матроська тиша». У в'язниці переніс три операції. 30 жовтня 1992 року за станом здоров'я був звільнений зі зміною запобіжного заходу на підписку про невиїзд. У лютому 1994 року — амністований.
Виступав за відновлення СРСР і радянської влади. з 1993 по 2000 роки — член ЦВК КПРФ і ЦК КПРФ. 26 березня 1993 — 22 січня 2001 року — голова Ради комуністичних партій — Комуністичної партії радянського союзу (РКП—КПРС).
У 2000 році очолив новостворену Комуністичну партію Союзу Білорусії і Росії, за що був виключений з ЦК КПРФ. У 2001 році РКП—КПРС розколовся, «шенінський» РКП—КПРС у 2004 році провів «XXXIII з'їзд» і перетворився в Комуністичну партію Радянського Союзу (КПРС), зберігаючи при собі газету «Гласность». З 2004 року по травень 2009 року — голова КПРС.
Помер у Москві 28 травня 2009 року. Похований на Троєкуровському цвинтарі.

## Нагороди і звання
- орден Леніна
- орден Жовтневої Революції
- орден Трудового Червоного Прапора
- два ордени «Знак Пошани»
- орден Демократичної Республіки Афганістан
- медалі